# SOKO Stuttgart
SOKO Stuttgart es una serie de televisión alemana estrenada el 12 de noviembre de 2009 por medio de la cadena ZDF. 
"SOKO" es una abreviatura para el término "Sonderkommission" (en español: Comisión de la Policía Especial), del equipo especial de investigación en Alemania. 
La serie ha contado con la participación invitada de los actores Tom Wlaschiha, Sönke Möhring, Harald Schmidt, Hendrik Duryn, Kristian Kiehling, Marleen Lohse, Christian Oliver, Barnaby Metschurat, Stefanie Schmid, Jorres Risse, Götz Otto, Florian Fitz, Rolf Kanies, Marc Benjamin Puch, Francis Fulton-Smith, Emilia Schüle, Wilson Gonzalez Ochsenknecht, Brigitte Nielsen, entre otros.

## Historia
La serie sigue al equipo de oficiales de la policía de homicidios de Stuttgart, y cómo trabajan en los casos de asesinato de la capital.

## Personajes

### Personajes principales
| Actor               | Personaje          | Ocupación                 | N.º de episodios | Duración        |
| ------------------- | ------------------ | ------------------------- | ---------------- | --------------- |
| Karl Kranzkowski    | Michael Kaiser     | Director del Departamento | 139              | 2009 - presente |
| Astrid M. Fünderich | Martina Seiffert   | Inspectora en Jefe        | 139              | 2009 - presente |
| Peter Ketnath       | Joachim "Jo" Stoll | Inspector                 | 140              | 2009 - presente |
| Benjamin Strecker   | Rico Sander        | Inspector                 | 140              | 2009 - presente |
| Yvonne Burbach      | Selma Kirsch       | Inspectora                | 33               | 2014 - presente |

### Personajes recurrentes
| Actor                 | Personaje                         | Ocupación                   | N.º de episodios | Duración        |
| --------------------- | --------------------------------- | --------------------------- | ---------------- | --------------- |
| Mike Zaka Sommerfeldt | Jan Arnaud                        | Líder de "KTU"              | 137              | 2009 - presente |
| Eva Maria Bayerwaltes | Prof. Dr. Lisa Wolter             | Doctora / Médica Forense    | 135              | 2009 - presente |
| Christian Pätzold     | Friedemann Sonntag                | Jefe de la Sala de Pruebas  | 75               | 2009 - presente |
| Michael Gaedt         | Karl-Heinz "Schrotti" Schrothmann | Mecánico / Dueño del Taller | 55               | 2009 - presente |

### Antiguos personajes principales
| Actor             | Personaje                | Ocupación          | N.º de episodios | Duración    | Estado | Causa                                               |
| ----------------- | ------------------------ | ------------------ | ---------------- | ----------- | ------ | --------------------------------------------------- |
| Nina Gnädig       | Anna Badosi              | Inspectora en Jefe | 71               | 2009 - 2012 | Viva   | se retiró para continuar sus estudios en psicología |
| Sylta Fee Wegmann | Cornelia "Nelly" Kienzle | Inspectora         | 38               | 2012 - 2014 | Viva   | fue transferida a Berlín                            |

### Antiguos personajes recurrentes
| Actor                 | Personaje        | Ocupación          | No. de episodio | Duración    |
| --------------------- | ---------------- | ------------------ | --------------- | ----------- |
| George Tounas         | -                | Oficial de Policía | 18              | 2011 - 2013 |
| Anna Bullard          | Cordula Seiffert | -                  | 11              | 2010 - 2014 |
| Claude-Oliver Rudolph | Klaus Bühler     | -                  | 6               | 2009 - 2014 |

## Producción
La serie es uno de los spin-offs de la serie original SOKO 5113, siendo la séptima y más reciente spin-off de 5113.
La serie ha contado con la participación de los directores Gero Weinreuter, Didi Danquart, Christoph Eichhorn, Udo Witte, Rainer Matsutani, Daniel Helfer, Kaspar Heidelbach, Michael Wenning, Michael Schneider y Heidi Kranz. Así como de los escritores Ralf Löhnhardt, Stefan Wuschansky, Axel Hildebrand, Klaus Arriens, Thomas Wilke, Andreas Knaup, Claudia Römer, Thomas Frydetzki, entre otros...

### Crossovers
El 3 de abril del 2013 varios miembros de los equipos de SOKO: SOKO 5113, SOKO Leipzig, SOKO Köln (en español: Colonia Brigada Criminal), SOKO Wismar y SOKO Stuttgart, se reunieron en la serie SOKO - Der Prozess, un especial de cinco episodios, en donde los integrantes de la policía debían de resolver un caso de asesinato en el que un oficial de la policía había sido la víctima. Los cinco episodios fueron transmitidos en Alemania del 30 de septiembre del 2013 hasta el 4 de octubre del 2013.

### Emisiones en otros países
| País               | Título                     | Cadena | Fecha de Inicio    | Fecha de Finalización |
| ------------------ | -------------------------- | ------ | ------------------ | --------------------- |
| Finlandia          | Erikoisryhmä Stuttgart     | -      | 14 de mayo de 2011 | -                     |
| (En todo el mundo) | Stuttgart Homicide         | -      | -                  | -                     |
| Italia             | Squadra Speciale Stoccarda | -      | -                  | -                     |